# آلپ بلند

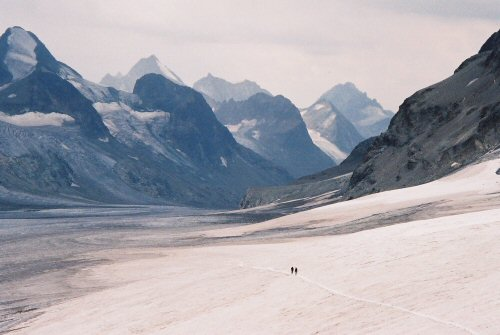
بخشی از مسیر بلند بین فرانسه و سوئیس. دو کوهنورد را می‌توان دید که مسیر پیاده‌روی در برف را دنبال می‌کنند.

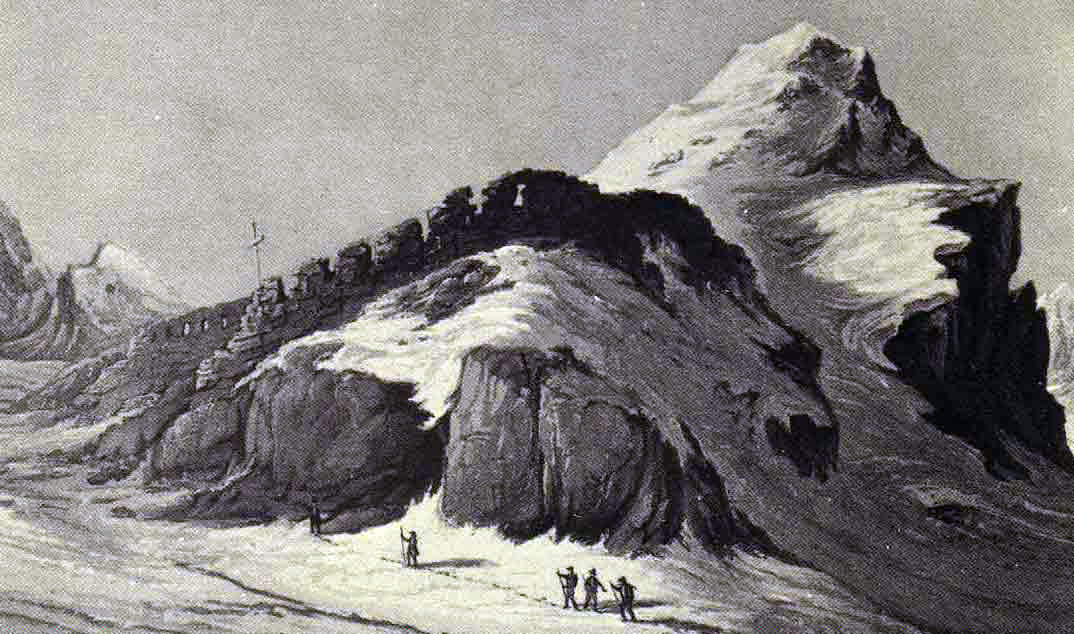
نمای نقاشی‌شده از گردنه تئودول (۳۲۹۵ متر) در حدود سال ۱۸۰۰.

آلپ بلند (به انگلیسی: High Alps) بخش‌هایی از کوه‌های آلپ هستند که برای سکونت یا جابجایی فصلی مناسب نیستند. این شامل تمام مناطق بالاتر از ۳۰۰۰ متر بالاتر از سطح دریا و همچنین بیشتر مناطق بین ۲۵۰۰ متر تا ۳۰۰۰ متر می‌شود (جاف با ارتفاع ۲۱۲۶ متر بلندترین روستای دائماً مسکونی در آلپ است). مراتع آلپ معمولاً کمتر از ۲۴۰۰ متر هستند، اما ممکن است به‌طور استثنایی تا ارتفاع ۲۸۰۰ متر قرار گیرند.
کوه‌های آلپ بلند دارای آب و هوای توندرا یا کلاهک یخی هستند، به جای آب و هوای آلپ که همنام منطقه آلپ در ارتفاع ۱۸۰۰ تا ۲۵۰۰ متری، بالای خط درخت است، اما هنوز هم در معرض اقتصاد غیرانسانی است.
کاوش در کوه‌های آلپ بلند در سدهٔ هجدهم با هورس بندیکت دو سوسور آغاز شد. نخستین صعود از بلندترین قله آلپ، مون بلان، به سال ۱۷۸۶ برمی‌گردد.
| نقشه برجسته کوه‌های آلپ با ارتفاعات بالای ۲۵۰۰ متر برجسته شده است. |
| {{{text}}}                                                        |